# Die Schatulle
Die Schatulle war eine Zeitschrift der DDR mit den Schwerpunkten Literatur und Kultur.

## Geschichte
Die Zeitschrift Die Schatulle erschien seit 1956 wöchentlich im Allgemeinen Deutschen Verlag, ab Oktober 1956 zweiwöchentlich im Berliner Verlag. Chefredakteur war ursprünglich Hermann Zillies, der jedoch bereits wenige Wochen nach Erscheinen des ersten Heftes verstarb. Als Chefredakteure folgten Werner Schwemin von April 1956 bis Januar 1957 und Kurt Huhn von Februar 1957 bis zum Ende des Erscheinens am 25. Juli 1962. Redakteur in allen sieben Jahrgängen war Wilhelm Tucholke. Außerdem war Veronika Schmidt Redakteurin von Februar 1957 bis Dezember 1960. Die Theaterkolumne schrieb Horst Heitzenröther.

## Inhalte

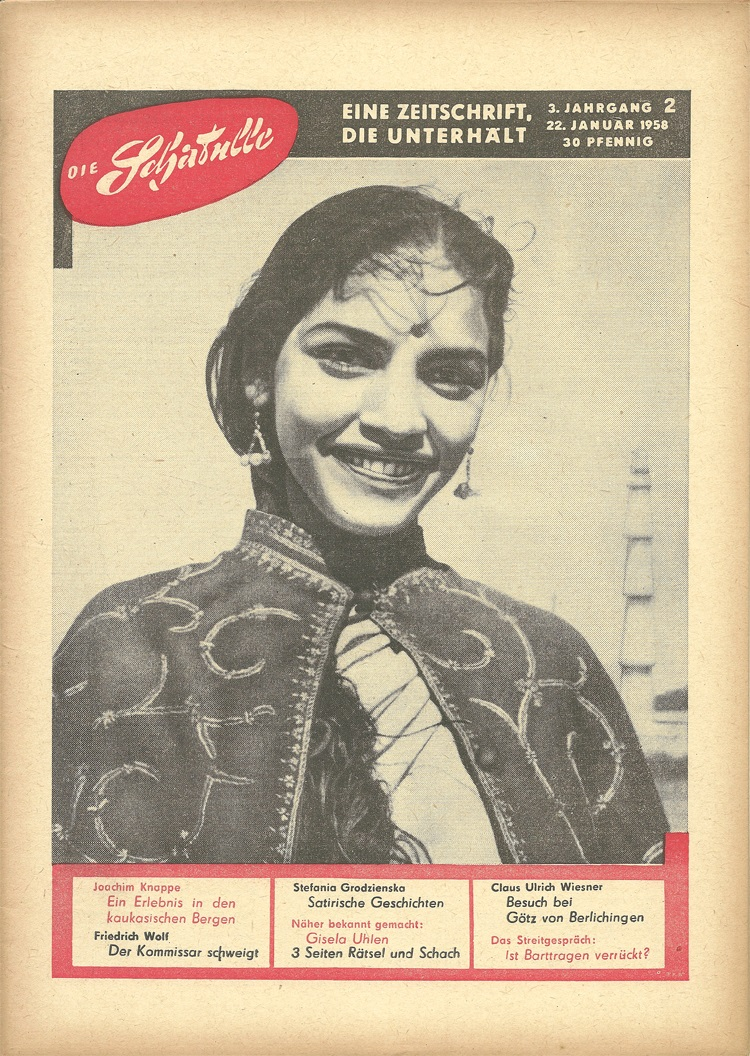
Titelseite der Schatulle

Das Spektrum der Schatulle reichte von politischen Glossen, von Erzählungen, Gedichten und Reportagen über populär- und literaturwissenschaftliche Beiträge, Fernseh-, Film- und Theaterkritiken bis hin zu Rätseln und Karikaturen. Die Zeitschrift wurde in ihrer Art zu einer einmaligen Erscheinung in Deutschland. Sie verbreitete Literatur und machte diese verständlich, sie bot jungen Autoren und schreibenden Arbeitern eine Plattform und bot ihnen gleichzeitig theoretische Anleitung. Sie ließ die proletarisch-revolutionäre Literatur, das klassische Erbe, die Weltliteratur und die Gegenwartsliteratur der DDR zu Wort kommen. Und sie pflegte die kleinen literarischen Formen wie Kurzgeschichte, Gedicht und literarische Glosse.

## Autoren

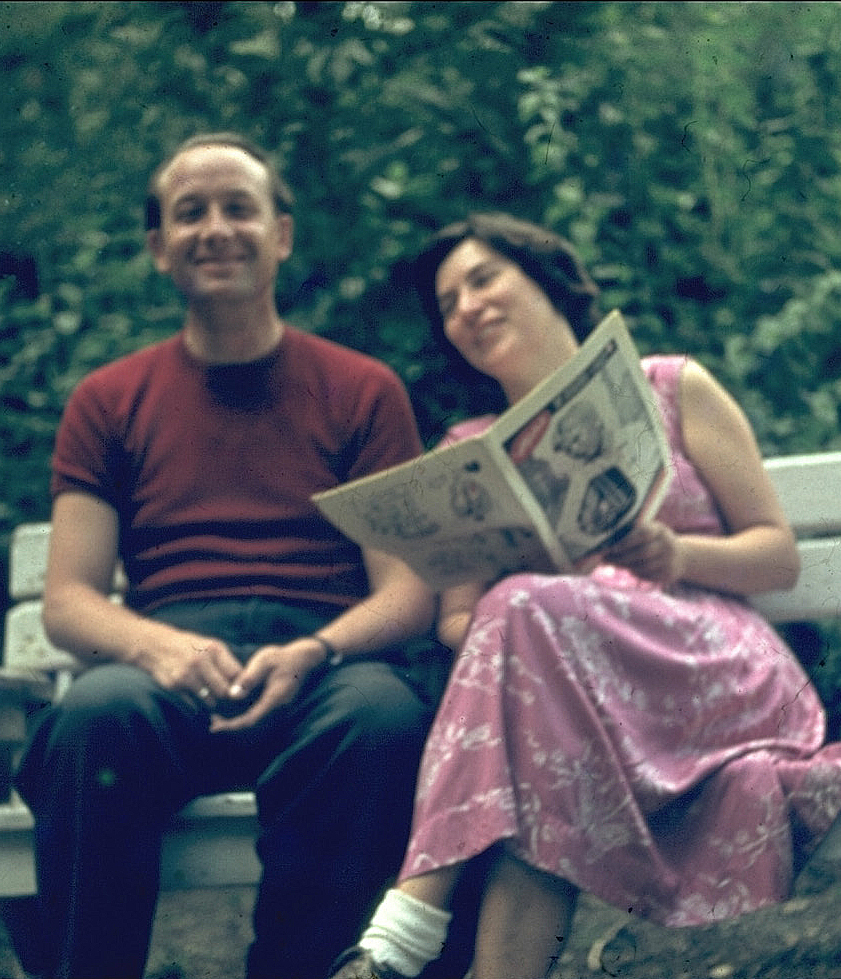
Redakteurin Veronika Schmidt mit Schatulle No. 17 vom August 1958

Zu den Schriftstellern, die zuerst von der Schatulle veröffentlicht wurden – für die die Schatulle quasi das Sprungbrett darstellte – gehören Vera Friedländer, Gisela Steineckert, Richard Groß, Karl-Heinz Jakobs und Hermann Kant.
Darüber hinaus war eine Anzahl namhafter Autoren für die Schatulle tätig:
Frauen:
- Edith Anderson
- Jutta Bartus
- Olga Bergholz
- Annemarie Bostroem
- Elfriede Brüning
- Heli Busse
- Stefania Grodzieńska
- Irma Harder
- Renate Holland-Moritz
- Doris Jannausch
- Irmgard Keun
- Hanna Heide Kraze
- Selma Lagerlöf
- Marianne Lange-Weinert
- Berta Lask
- Auguste Lazar
- Eva Lippold
- Hildegard Maria Rauchfuß
- Brigitte Reimann
- Gerda Rottschalk
- Anna Seghers
- Inge von Wangenheim
- Alex Wedding
- Anna Elisabeth Wiede
- Hedda Zinner

Männer:
- Erwin F. B. Albrecht
- Kurt Herwarth Ball
- Kurt Bartsch
- Johannes R. Becher
- Uwe Berger
- Klaus Beuchler
- Johannes Bobrowski
- Gerhard Branstner
- Volker Braun
- Willi Bredel
- Erich Brehm
- Wolf D. Brennecke*
- Hanns Cibulka
- Johannes Conrad
- Branko Ćopić
- Kurt David
- Günther Deicke
- Alfred Döblin
- Karl Reinhold Döderlin
- Ilja Ehrenburg
- Adolf Endler
- Martin Flörchinger
- Leonhard Frank
- Franz Fühmann
- Heinz Fülfe
- Jens Gerlach
- Ralph Giordano
- Otto Gotsche
- E. R. Greulich (ERGE)
- Karl Grünberg
- Hans Grundig, Peter Hacks
- Horst Heitzenröther
- Gottfried Herold
- Wieland Herzfelde
- Hermann Hesse
- Gerd W. Heyse
- Kurt Huhn
- Wolfgang Joho
- Heinz Kahlau
- Heinz Kahlow
- Erich Kästner
- Walter Kaufmann
- Rainer Kerndl, Victor Klemperer
- Erich Köhler
- Jan Koplowitz, Walter Krumbach
- Eckart Krumbholz, James Krüss
- Milan Kundera
- Günter Kunert
- Reiner Kunze
- Joachim Kupsch
- Lothar Kusche
- Rudolf Leonhard
- Werner Lindemann
- Hans Lorbeer
- Hans Marchwitza
- Willi Meinck
- Karl Mickel
- Karl Mundstock
- Peter Nell
- Nikolai Nossow
- Herbert Otto
- Jan Petersen
- Georg W. Pijet
- Siegfried Pitschmann
- Benno Pludra
- Günter Prodöhl
- Karel Ptáčník
- Ludwig Renn
- Götz R. Richter
- Heinz Rusch
- Maximilian Scheer
- Sigmar Schollak
- Michail Scholochow
- René Schwachhofer
- Werner Schwemin
- Bernhard Seeger
- Michail Soschtschenko
- Hans-Jürgen Steinmann
- Hansgeorg Stengel
- Rudi Strahl
- Erwin Strittmatter
- Gerhard Stübe
- Wilhelm Tkaczyk
- B. Traven
- Mao Tse-tung
- Wilhelm J. Tucholke
- Ludwig Turek
- Bodo Uhse
- Walther Victor
- Martin Viertel
- Jean Villain
- Fred Wander
- Hans Weber
- Paul Wiens
- C. U. Wiesner
- Eduard von Winterstein
- Peter Wipp
- Max Zimmering
- Arnold Zweig

Von diesen Autoren waren 17 ehemalige Mitglieder des Bundes proletarisch-revolutionärer Schriftsteller.

## Illustratoren
Illustrationen und insbesondere Karikaturen haben zur Schatulle beigesteuert:
- Hans Betcke
- Henry Büttner
- Margret Häusler
- Eva Hinze
- Werner Klemke
- Martin Kotsch
- Gösta Lerch
- Gabriele Meyer-Dennewitz,
- Rudolf Peschel
- Heinz Rammelt
- Louis Rauwolf
- Rudi Riebe
- Paul Rosié
- Wolfgang Simon
- Gerhard Vontra